# Hans Becker
Hans Becker (Haarlem, 1947) is een Nederlandse journalist en filmmaker.

## Biografie

### Jeugd en studiejaren
Becker groeide op in de kraamkliniek en het hotelbedrijf van zijn ouders. Na de middelbare school volgde hij een hotelopleiding, maar hij besloot het bedrijf van zijn ouders niet voort te zetten. In zijn studententijd verdiende hij bij als reisleider en schreef hij muziekrecensies in popbladen en kranten. Ook experimenteerde Becker met fotografie en film. Hij sloot zich aan bij een ziekenomroep en deed voice-overwerk. Ook was hij nacht-dj bij een illegale buurtzender. Hij werkte korte tijd bij dagblad Het Vrije Volk, waar hij kennismaakte met het journalistieke vak. 

### Radio Veronica en popmuziek
Vanwege zijn kennis van de popmuziek belandde Becker in 1970 bij de zeezender Radio Veronica als redacteur van het Popjournaal en het Veronicablad. Ook maakte hij radiospecials in de Lexjo van Lex Harding. Hij interviewde en fotografeerde een groot aantal binnen- en buitenlandse artiesten. Na het verdwijnen van Radio Veronica als zeezender in 1974 werkte Becker verder in de muziekjournalistiek en leverde hij redactionele en fotodiensten voor de platenindustrie. Hij gaf enkele muziektijdschriften uit (Get It, RockScene en SoulMachine), die door te weinig belangstelling na verloop van tijd strandden. Op aansporing van oud-Veronica-collega’s diepte Becker zo’n veertig jaar later oud foto- en filmmateriaal op uit zijn jaren bij de zeezender, waarmee hij in Museum RockArt (2009) en het 192 Museum (2016) exposeerde. In zijn boek ‘Hoe de wal het schip keerde’ (eerste druk 2017) deed hij verslag van zijn ervaringen bij de vrije zender in de periode 1970-1974. Nog steeds doen (oud-)collega's geregeld een beroep op zijn fotoarchief voor hun boeken over popmuziek uit de jaren '60 en '70.

### ICT-journalistiek
In 1980 startte Becker een journalistieke loopbaan bij VNU en werkte hij als redacteur bij onder meer Media 2000 en tijdschrift Libelle. Hij was een van de eerste journalisten die gebruik maakten van een tekstverwerker en hij raakte betrokken bij de ontwikkeling van desktop publishing. Bij Personal Computer Magazine deed hij op kritische en inzichtelijke wijze verslag van zijn ervaringen in de snel groeiende ICT-markt. Gedurende elf jaar was hij eindredacteur van de tijdschriften Personal Computer Magazine en de PC Koopgids. Van 2000 tot 2007 was Becker webredacteur van het ICT-channel bij tijdschrift De Zaak. Vervolgens werkte hij enkele jaren als bladenmaker bij pr-bureaus, schreef hij handleidingen voor de ICT-branche en publiceerde hij artikelen over populairwetenschappelijke onderwerpen. Daarnaast gaf hij workshops eindredactie, HTML en online publishing. 

### Film en persvrijheid
In 2010 leefde Beckers oude liefde voor het filmen op: hij schoolde zich bij en richtte zich op het maken van documentaires en instructiefilms. Op uitnodiging van een NGO reisde hij naar de Himalaya waar hij filmdocumentaires maakte over het leven bij de nomaden en bergbewoners. Samen met een jurist-filmmaker ijverde hij voor het maken van filmopnamen bij rechtszaken omdat die in principe openbaar zijn. De nieuwe persrichtlijn die door de NVJ en de rechtspraak was opgesteld, werd door veel rechtbanken niet nageleefd of verkeerd uitgelegd. In 2012, tijdens een openbare zitting bij de Raad van State, waarin nota bene de persvrijheid in het geding was, moest hij van de voorzitter-staatsraad zijn camera uitzetten. Ondersteund door het Persvrijheidsfonds diende Becker een klacht in, die door de RvS op oneigenlijke gronden werd afgewezen. Kort daarna meldde de website van de RvS 'de Persrichtlijn in bepaalde gevallen [te] zullen naleven'.

### Ander journalistiek werk
Becker werkte mee aan de professionalisering van de lokale Omroep Haarlem 105 door het introduceren van een redactiestatuut en het formaliseren van reclamezendtijd. Samen met zijn echtgenote Bertie van Velzen vertaalde en bewerkte hij, onder het pseudoniem Hanna Velcker, tientallen boeken uit de Harlequin-reeks van Simon & Schuster. 
Becker werkt aan een manuscript voor een boek over de Beatrix Kliniek, de kraamkliniek van zijn ouders tijdens de Tweede Wereldoorlog.